# 大上海都市建設計劃

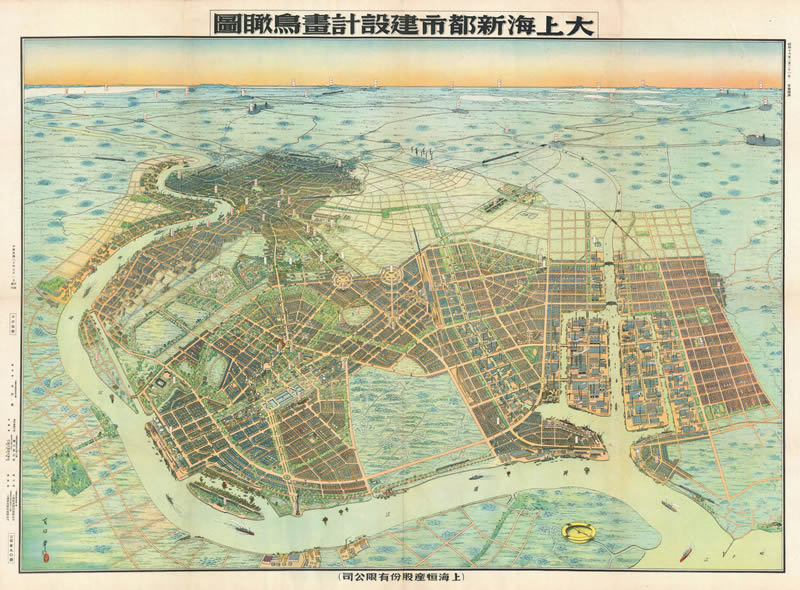
大上海都市建設計劃鳥瞰圖

大上海都市建設計劃，後更名為上海新都市建設計劃，是淞滬會戰之後，日本佔領當局在上海市指定的都市計畫。這項計畫包括了以蘇州河河口為中心的半徑15公里的地區，面積57,430公頃，計畫收容人口有703萬（其中租界地區166萬）。租界北郊至吳淞口的3,633公頃是第1期新都市建設計畫區。在第1期當中，五角场市府大厦周围被劃定為市中心区。這項計劃僅有很少部分得到執行。1941年後，隨著日軍進駐租界，上海都市建設計畫發生很大變更，北郊的新都心改為文化中心。

## 外部連結
- 大上海都市建設計畫 （页面存档备份，存于）